# Kirche „Heilige Vierzig Märtyrer“

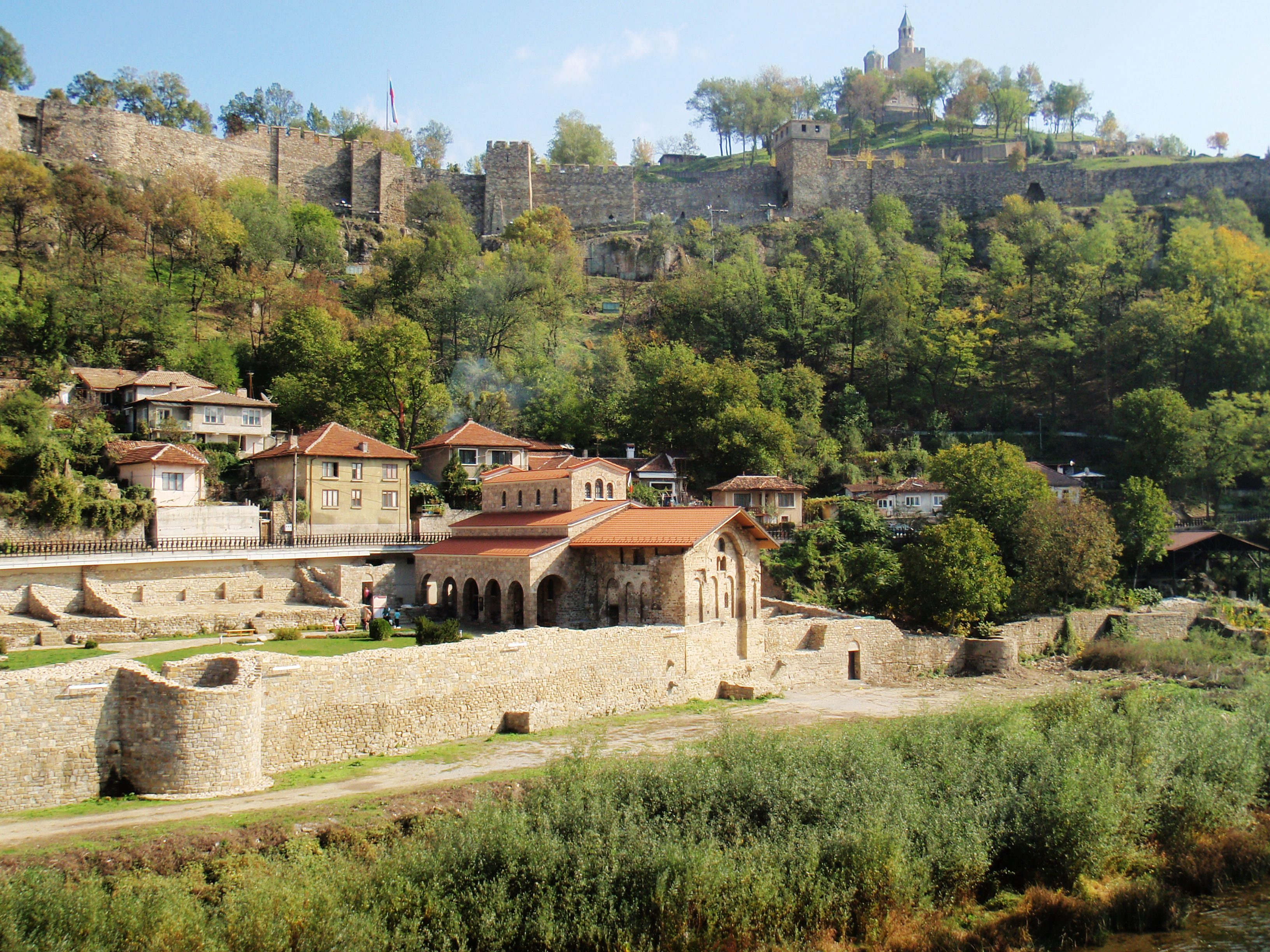
Die Kirche vor der Kulisse von Zarewez.

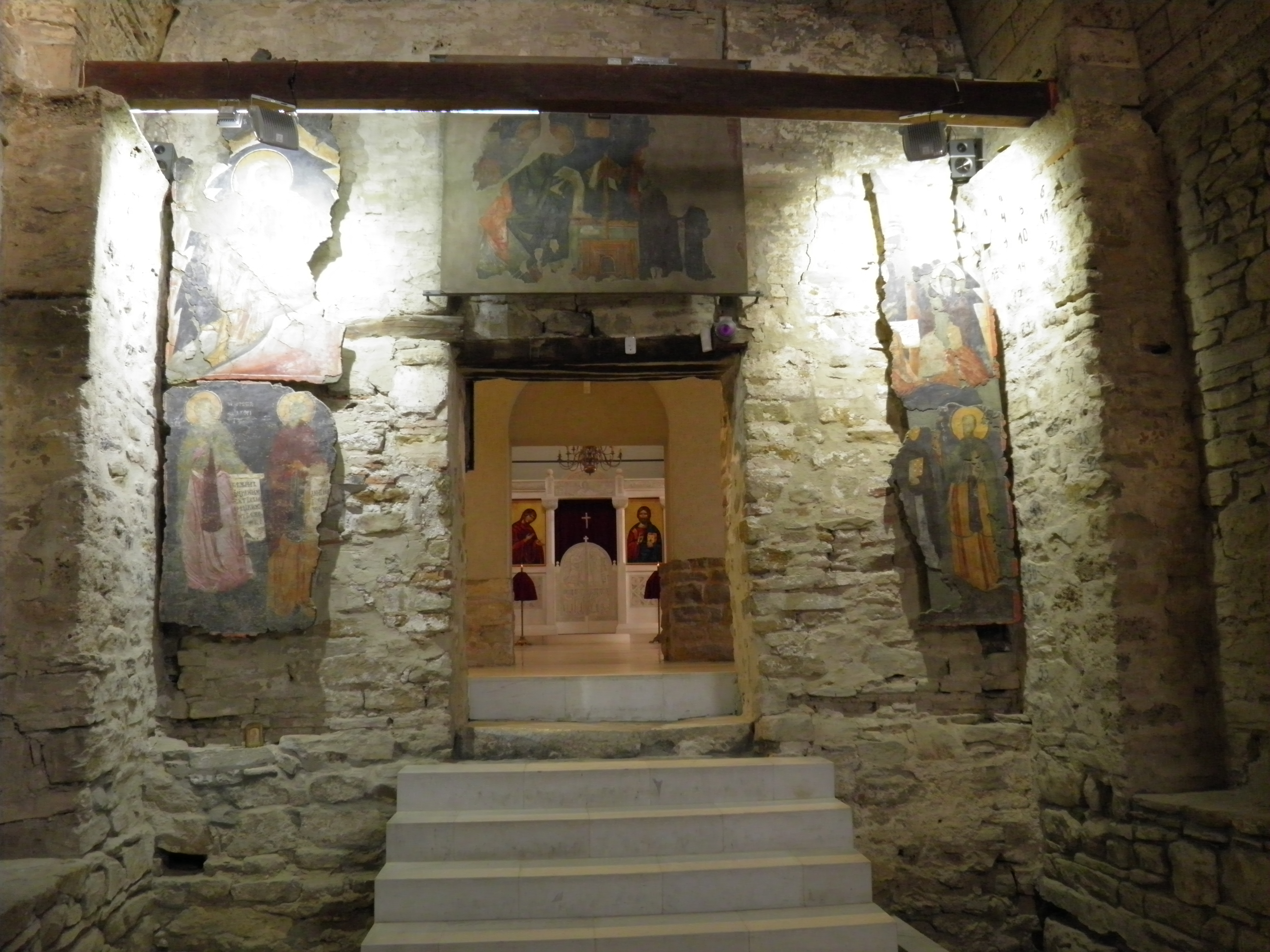
Blick in das Kircheninnere

Die Kirche Heilige Vierzig Märtyrer (bulgarisch Свети Четиридесет мъченици Sweti Tschetirideset matschenizi) ist ein bulgarisch-orthodoxes Kirchengebäude in Weliko Tarnowo (im Mittelalter Tarnowgrad). Der Sakralbau wurde von der Schule von Tarnowo während des Zweiten Bulgarischen Reiches im Mittelalter erbaut und ist heute ein Kulturdenkmal von nationaler Bedeutung. Er war die Hauptkirche des Zarenklosters der einstigen bulgarischen Hauptstadt und zwischen den Festungshügel Trapesiza und Zarewez eingebettet.

## Geschichte
Die Kirche wurde ab 1230 erbaut une den vierzig Märtyrern von Sebaste geweiht. Sie wurde zu Ehren des Sieges in der Schlacht von Klokotniza von Zar Iwan Assen II. über das byzantinische Despotat Epirus errichtet. An ihrer Stelle stand früher eine Kapelle der Muttergottes. Das Kirchengebäude war in der Folge die Hauptkirche des Zarenklosters Großer Lavra, welches sich in der mittelalterlichen Neue Stadt, unterhalb der Zarenpalastes befand. Die Dreischiffige Basilika lag am Ufer des Jantra-Flusses, innerhalb der befestigten Inneren Stadt und zwischen der Zaren-Festung Zarewez und der Boljaren-Festung  Trapesiza. Von der Kirche bis im ehemaligen Zarenpalast führt noch heute ein Weg durch die Festungsmauer, der jedoch nicht touristisch zugänglich ist. In der Kirche wurde eine ältere Gedenkkolone vom Khan Omurtag in altgriechisch, eine Siegeskolone vom Iwan Assen II. zu Ehren des Sieges in Klokotniza in Altbulgarisch sowie eine Grenzkolone aus der Festung Rodosto am Marmarameer verbaut.
In der Kirche befinden sich neben vielen historischen bulgarischen Denkmälern, meist Epigraphen, die Gräber von Mitgliedern der bulgarischen Zarenfamilie, darunter Kalojan, Iwan Assen II., Maria (Tochter von Gertrud von Andechs), Irene Komnene und vielen anderen Herrschern und Adligen darunter der Bojar Basar, der der Dynastie seinen Namen gab, und sein Nachfolger Basarab I. Als der Erzbischof von Serbien Sava I. im Januar 1236 Tarnowo besuchte, verstarb er und wurde zunächst ebenfalls in der Kirche beigesetzt.
Als mit der Eroberung des Bulgarenreichs durch die Osmanen die Hauptstadt Tarnowo im Juli 1393 fiel, wurde ein Teil der Bevölkerung, darunter die Würdenträger massakriert, ein weiterer zwangsausgesiedelt (sürgün) und die ehemalige Zarenkirche zur Moschee (Teke Çamiçi) umfunktioniert. Laut den Überlieferungen war die Moschee in der moslemischen Bevölkerung der Stadt jedoch unbeliebt, da sie die Geister der alten bulgarischen Zaren fürchteten. Nach der Befreiung Bulgariens 1878 im Züge des Russisch-Osmanischen Krieges wurde der Sakralbau erneut zur orthodoxen Kirche.
Am 18. Mai 1888 fand in der Kirche die kirchliche Trauung des bulgarischen Ministerpräsidenten Stefan Stambolow statt.
Am 22. September 1908 wurde in der Kirche die Unabhängigkeit Bulgariens durch Knjaz Ferdinand I. verkündet. 1913 wurde die Kirche bei einem Erdbeben stark beschädigt und blieb über Jahre geschlossen.
Erste Versuche die Gegend um die Kirche archäologisch zu Untersuchen wurden in den 1850er Jahren von den Aufklärern Petar Beron, Christo Daskalow und Georgi Sawa Rakowski vorgenommen. Die Kirche wurde systematisch erst nach der Befreiung Bulgariens und zuerst 1906 von Mosko Moskow archäologisch untersucht. Zuletzt wurde die Kirche zwischen 1992 und 2007 unter der Leitung von Konstantin Totew archäologisch untersucht, freigelegt und befestigt.
Die Kirche wurde 1927 zur Nationales Altertum, 1964 zum architektonisch-baulichen Kulturdenkmal von nationaler Bedeutung und 1979 zum Kunstdenkmal von nationaler Bedeutung ernannt.

## Inschriften

### Gedenkkolone von Omurtag
Die Inschrift ist seit 1858 bekannt, als es dem Aufklärer Christo Daskalow aus Trjawna gelang, die Kirche (damals noch eine Moschee) zu besuchen und eine Kopie von der Inschrift zu nehmen.
Die Tarnowo-Inschrift von bulgarischen Khan Omurtag spiegelt zusammen mit der Tschtalar-Inschrift (beide in Altgriechisch) die aktive Bautätigkeit dieses Herrschers wider. Es wird angenommen, dass die Inschrift von Tarnowo vor 822 geschnitzt wurde. Unter Historikern gibt es unterschiedliche Meinungen über den ursprünglichen Ort der Inschrift (wahrscheinlich die ehemalige bulgarische Hauptstadt Pliska) und den Ort der „neuen Heimat an der Donau“, von dem in der Inschrift berichtet wird – Drastar, Malak Preslavets oder auf die Donauinsel Păcuiul lui Soare.
Original in Altgriechisch

„Κα[ν]ασυβιγη Ωμο<μο>ρταγ ις τον παλεον υκον αυτου μενο(ν) επυησεν υπερφυμον υκο(ν) ις τον Δανουβην κ(ε) αναμεσα τον δυο υκο(ν) τον πανφυμο(ν) καταμετρησας ις τιν μεσην επυισα τουμβαν κε απο τιν αυτη(ν) μεσην της τουμβας εος την αυλι(ν) μου την αρχεα(ν) ισιν οργηε μυριαδες β' κ(ε) επι τον Δανουβιν ισην οργιες μυριαδες β'. το δε αυτο τουβι(ν) εστιν πανφυμο(ν) κ(ε) μετρισα(ν)τες τιν γιν επυισα τα γραματα ταυτα. ο ανθροπος κ(ε) καλα ζον αποθνισκι κε αλος γενατε κε ινα ο εσχατον γηνομενος ταυτα θεορον υπομνησκετε τον πυισαντα αυτο. το δε ονομα του αρχοντος εστην Ωμορταγ καν(ν)α συβιγη· ο Θ(εο)ς αξηοσι αυτον ζισε ετη ρ'.“

Deutsche Übersetzung

„Kanas Subigi Omurtag, der in seiner alten Heimat lebte, machte sich ein herrliches Zuhause an der Donau und in der Mitte der beiden ruhmreichen Häuser, indem ich [die Entfernung] maß, machte ich einen Hügel in der Mitte und von der Mitte des Hügels zu meinem altes Haus [waren es] 20.000 Saschen und bis zur Donau [ebenfalls] 20.000 Saschen. Der Hügel selbst ist herrlich und nachdem ich den Boden vermessen hatte, machte ich diese Inschrift. Selbst wenn ein Mensch gut lebt, stirbt er und ein anderer wird geboren. Der später Geborene soll sich beim Betrachten dieser Inschrift an den erinnern, der sie gemacht hat. Und der Name des Archons ist Omurtag, Kanas Subigi. Möge Gott ihn ehren, hundert Jahre zu leben“

### Siegeskolone von Iwan Asen

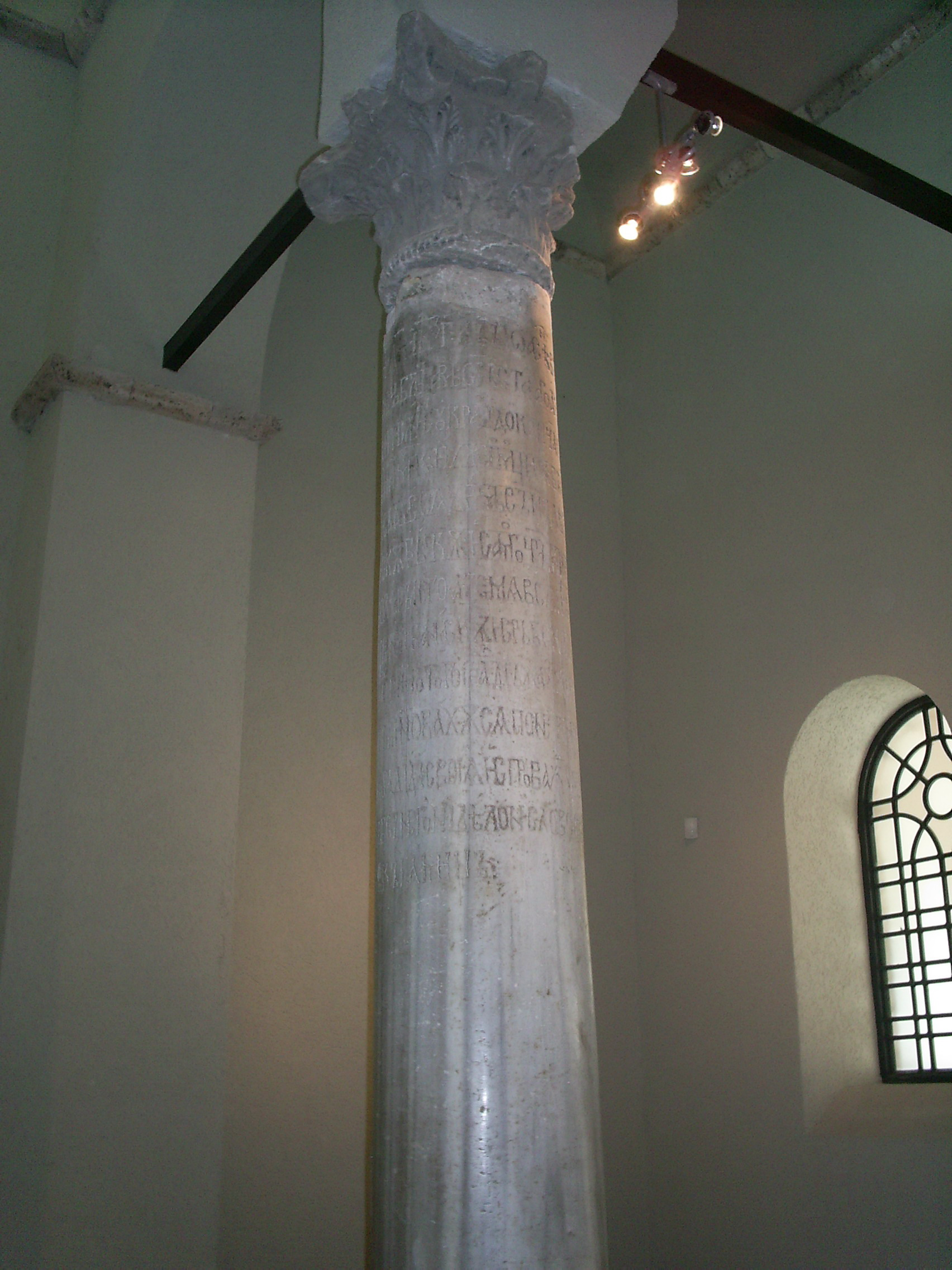
Die Siegeskolone mit der Inschrift in der Kirche

Als Zeichen seines Sieges ließ Iwan Assen in der Zarenkirche eine Kolone aus Marmor einbauen, in die eine Inschrift, die noch heute zu sehen ist, gemeißelt wurde. 1858 gelang es  Georgi Rakowski die damalige Moschee zu besuchen, entnahm einen Abzug der Inschrift und sendete diese den Slawisten Alexander Hilferding, Ismail Sresnewski und Ossip Bodjanski zu. 1860 veröffentlichte Rakowski den Text der Inschrift, der lautet:
Original in Altbulgarisch

„† В(Ъ) ЛѢТО Ϛ•Ѱ•Л•И [6738; 1230 г.] ІНД(ИКТА) •Г• [3] АЗЪ ІѠ(АННЪ) АСѢНЬ ВЪ Х҃(РИСТА) Б҃(ОГ)А ВѢРНЫ ЦР҃Ь И САМОДРЪЖЕЦЪ БЛЪГАРОМЪ С(ЪІ)НЪ СТАРОГО АСѢНѢ ЦР҃Ѣ СЪЗДАХЪ ѠТЪ ЗАЧѦЛА И ПИСАНИЕМ(Ъ) ѸКРАСІХ(Ъ) ДО КОНЦА ПРѢЧ(Ь)СТНѪѪ СІѪ ЦРЬКѠВЬ ВЪ ИМѦ С(ВѦ)ТЪІХЪ •M• [40] М(Ѫ)Ч(Ь)Н(И)КЪ ИХЖЕ ПОМОЩИѪ ВЪ •И•В• [12] ЛѢТО Ц(А)Р(Ь)СТВА МОЕГО В(Ъ) ѤЖЕ ЛѢТО ПИСААШЕ СѦ ХРАМЪ СЪ ИЗЛѢЗОХ(Ъ) НА БРАНЬ ВЪ РѠМАНИѪ И РАЗБИХ(Ъ) ВОЇСКѪ ГРЪЦКѪ И САМОГО ЦРѢ КЮР(А) ѲОДОРА КОМНИНА ѨХ(Ъ) СЪ ВСѢМИ БОЛѢРЪ ѤГО А ЗЕМѦ ВСѦ ПРѢѦХЪ ѠТЪ ОДРИНА И ДО ДРАЧѢ ГРЬЦКѪ И ЕЩЕ ЖЕ АРБАНАСКѪ И СРЪБСКѪѪ ТЪКМО СѪЩЫМ(Ъ) ГРАДОВОМ(Ъ) ОКР(Ъ)СТЬ Ц(А)РѢГРАД(А) И САМОГО ТОГО ГРАДА ДРЬЖАХѪ ФРѪЗИ НЪ И ТИ ПОД(Ъ) РѪКѪ Ц(А)Р(Ь)СТВА МОЕГО ПОВИНОВАХѪ СѦ ПОНЕЖЕ ИНОГО ЦРѢ НЕ ИМѢХѪ РАЗВѢ МЕНЕ И МЪНОѨ РАДИ Д(Ь)НИ СВОѨ ИСПРОВАЖДАѦЩЕ БѢХѪ Б҃(ОГ)Ѹ ТАКО ПОВЕЛѢВЬШѸ ИБО БЕЗ(Ъ) НЕГО НИ ДѢЛО НИ СЛОВО СЪВРЬШАЕТЬСѦ ТОМѸ СЛАВА ВЪ ВѢКЪІ АМИНЪ.“

Deutsche Übersetzung

„Im Jahre 1230 ließ ich, Iwan Assen, der in Christus dem Herrn fromme Zar und Selbstherrscher der Bulgaren, Sohn des Alten Assen, diese allerheiligste Kirche von den Grundmauern aus aufbauen und mit Malereien ausschmücken zu Ehren der Heiligen Vierzig Märtyrer, mit deren Hilfe ich im zwölften Jahr meiner Regierung in den Kampf in Thrakien zog, das griechische Heer vernichtete und selbst den griechischen Zaren Theodoros Komnenos mit allen seinen Bojaren gefangen nahm. Ich eroberte alle Länder von Adrianopel bis Durazzo – das griechische, albanische und serbische Land. Die Franken behielten nur die Städte um Konstantinopel und diese Stadt selbst, fügten sich der Obrigkeit meiner Macht, da sie selbst keinen anderen Zaren außer mir hatten, und Dank mir ihre Tage verbrachten, denn so befahl es Gott, weil ohne Ihn weder ein Wort noch eine Tat vollbracht wird. Ihn sei Ehre in alle Ewigkeit! Amen.“